# Direkten

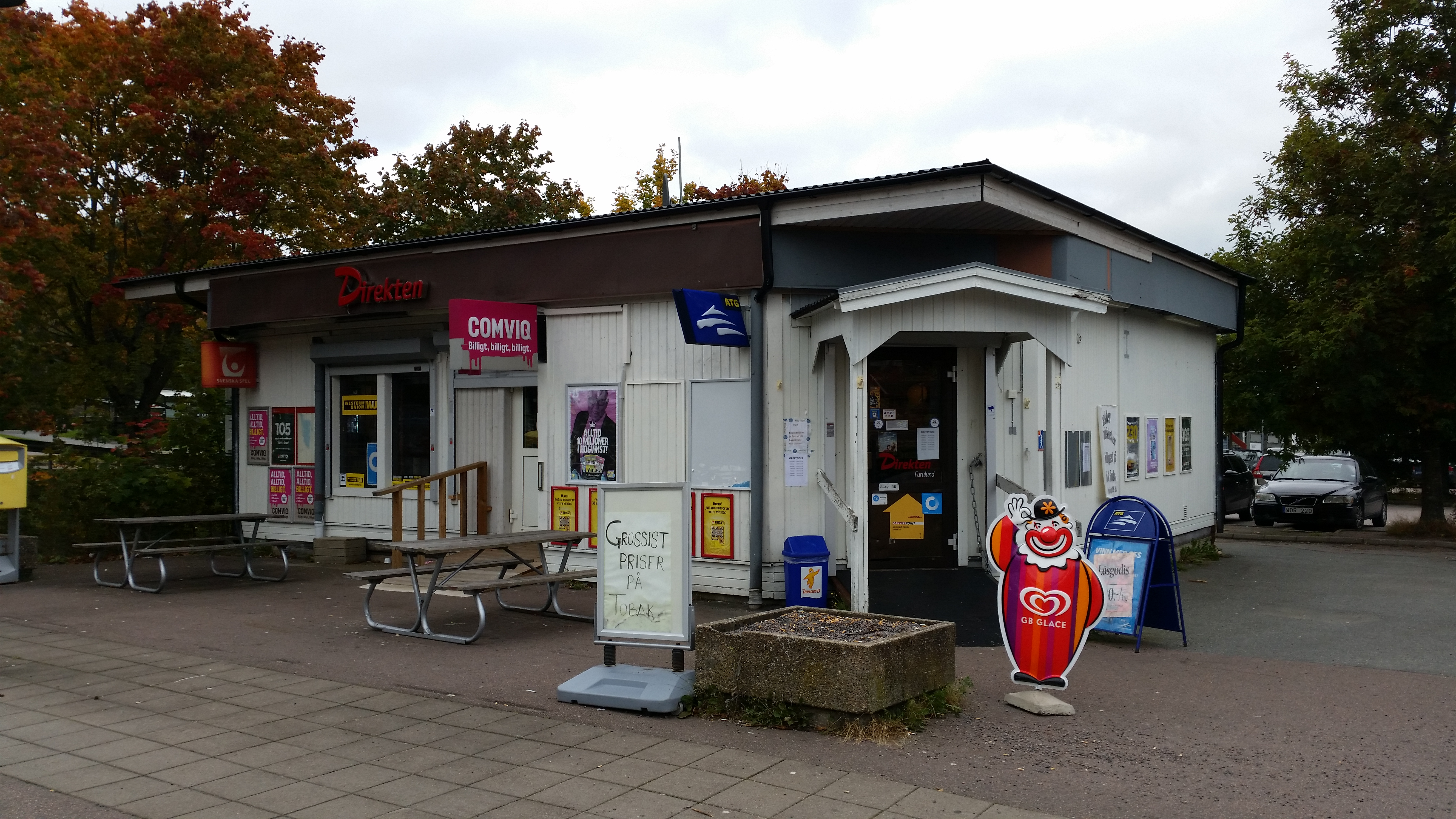
Direkten i Furulund, 2016.

Direkten är en närbutikskedja i Sverige med kioskvaror, spel, betaltjänster och biljetter. 2021 hade Direkten 174 butiker i Sverige från Trelleborg i söder till Kiruna i norr och ytterligare 141 associerade butiker. Affärsidén bygger på att varje enskild handlare beslutar om sortiment utifrån behovet i närområdet. Det började 1997 med att flera handlare gick samman för att bilda en organisation.